# O bikcu Markcu
O bikcu Markcu je slovenska ljudska pravljica

## Uvod
O bikcu Markcu je slovenska ljudska pravljica, ki jo je zapisal slovenski pisatelj in zbiratelj na Madžarskem Števan Kühar (pisatelj).  
Besedilo je gladko berljivo, ohranja pa iskrivost govorjenega jezika in daje slutiti živo ljudsko pravljico.

## Analiza pravljice
Ta pravljica govori o pastirju Markcu, ki si je vedno želel biti močan, zato, da ga drugi pastirji ne bi tepli. Ko mu je bila ta želja izpolnjena je bil zaradi svojega pretepaškega vedenja izgnan iz domače vasi in je moral v svet. S svojo močjo si je prislužil kovačevo sabljo, ki mu je pomagala ugnati parkljaste, ki so strašili pastirje na pašniku njegovega novega gospodarja. Parkljasti so mu pokazali pot do krčme pod zemjo, ker je bilo vse okamnelo, vendar je ob dotiku Markčeve roke postalo živo. S pomočjo letečih konj, ki jih je imel v krčmi je dobil tudi svojo ženo, eno izmed hčera svojega gospodarja, grofa. Z ženo sta tri leta živela v krčmi pod zemljo, nato pa sta se na njeno željo vrnila na domačijo, ker so nato priredili veliko poročno slavje. Markec in njegova žena sta se nato preselila na domačijo in tam živela.
Značilnosti ljudske pravljice
O bikcu Markcu je ljudska pravljica, ki ima svoje značilnosti:
- Avtor pravljice je neznan, poznamo le tiste, ki so pravljico zapisali.

- Pravljica je izmišljena

- Razen glavnega junaka, so pravljični liki brez imen.

- Nastopajo pravljična bitja: parkljasti, leteči konji

- Dogajalni prostor je nedoločen. Kraj dogajanja neka neznana vas, nato neznana domačija nekega grofa.

- Pojav nasprotij, črno-belo slikanje: Dober-hudoben, bogat-reven ...

- Pravljica ima srečen konec.

- Vedno zmaga dobro nad slabim, pravica nad krivico, resnica nad lažjo…

- slogovne značilnosti:
  - pomanjševalnice: sobica, norček, koščki ...
  - ukrasni pridevki: zlato jabolko, ...
  - pravljična števila: tri grofove hčere, trije parkljasti ...

Književne osebe
- Glavni lik:
  - pastir Markec

- Stranski liki:
  - parkljasti
  - grofove hčere
  - grof
  - kovač
  - Markčeva mati

Dogajalni prostor:
- Markčeva domača vas, grofova domačija, krčma pod zemljo

Dogajalni čas: 
- neznan

## Interpretacija lirerarnih likov
Za pravljice je značilno tudi, da nastopa malo oseb, ki pa so po navadi zelo karakterizirane.
- Parkljasti (vragi) so v zgodbi prisotni kot stranski liki. V ljudskih pripovedkah vrag po navadi zavaja ljudi, da bi si pridobil oblast nad njimi. V ljudski pravljici O bikcu Markcu se parkljasti nahajajo na gorfovem pašniku kjer strašijo pastirje, ki tam pasejo živino. Še vsak pastir, ki je tam pasel živino je izginil in ga niso nikoli več videli. Markcu pa s svojo neverjetno močjo uspe premagati parkljaste.

- Grof je stranski lik in nima neke velike vloge. On je le Markčev gospodar, ki kasneje v zgodbi svoje hčere ponuja v zakon mladeničem, ki ujamejo zlato jabolko.

- Kovač je stranski lik. Markcu mora kot nagrado za opravljeno nalogo dati svojo sabljo, s katero je Markec razpolovil nakovalo.

## Motivno - tematske povezave
Motiv vraga (parkljasti):
- Na drevesu brez imena, slovenska ljudska pravljica

- Vrag se ženi, slovenska ljudska pripovedka

- Pravljica o žabi, slovenska ljudska pripoved

- O Pustu in zakletem gradu, slovenska ljudska pravljica

## Izdaje
- SLOVENSKE NARODNE PRAVLJICE: O bikcu Markcu, zapisal Stevan Kühar, Založba Mladinska knjiga, Ljubljana 1989
- SLOVENSKE NARODNE PRAVLJICE; O bikcu Markcu, zapisal Stevan Kühar, DELO Tiskarna, d.d., Ljubljana 2001